# Halle Open 1998 - Qualificazioni singolare
Le qualificazioni del singolare dell'Halle Open 1998 sono state un torneo di tennis preliminare per accedere alla fase finale della manifestazione. I vincitori dell'ultimo turno sono entrati di diritto nel tabellone principale. In caso di ritiro di uno o più giocatori aventi diritto a questi sono subentrati i lucky loser, ossia i giocatori che hanno perso nell'ultimo turno ma che avevano una classifica più alta rispetto agli altri partecipanti che avevano comunque perso nel turno finale.
Le qualificazioni del torneo Halle Open 1998 prevedevano 32 partecipanti di cui 4 sono entrati nel tabellone principale.

## Teste di serie
1. Assente
2. Christian Vinck (Qualificato)
3. Alex Rădulescu (secondo turno)
4. Andrej Stoljarov (ultimo turno)

1. Gabriel Trifu (Qualificato)
2. Fernon Wibier (primo turno)
3. Karsten Braasch (secondo turno)
4. Raemon Sluiter (Qualificato)

## Qualificati
1. Raemon Sluiter
2. Christian Vinck

1. Gabriel Trifu
2. Franz Stauder

## Tabellone

### Legenda
| - Q = Qualificato - WC = Wild card - LL = Lucky loser | - ALT = Alternate - SE = Special Exempt - PR = Protected Ranking | - w/o = Walkover - r = Ritirato - d = Squalificato |

### Sezione 1
|  | Primo turno         | Primo turno         | Primo turno        | Primo turno | Primo turno |  |  | Secondo turno      | Secondo turno      | Secondo turno | Secondo turno  | Secondo turno  |   |   | Ultimo turno | Ultimo turno   | Ultimo turno   | Ultimo turno | Ultimo turno |  |
|  |                     |                     |                    |             |             |  |  |                    |                    |               |                |                |   |   |              |                |                |              |              |  |
|  | Aleksandar Kitinov  | Aleksandar Kitinov  | Aleksandar Kitinov | 7           | 6           |  |  |                    |                    |               |                |                |   |   |              |                |                |              |              |  |
|  | Frank Moser         | Frank Moser         | Frank Moser        | 6           | 3           |  |  | Aleksandar Kitinov | Aleksandar Kitinov | 1             | 6              | 6              |   |   |              |                |                |              |              |  |
|  | Andrew Florent      | Andrew Florent      | 6                  | 3           | 6           |  |  | Andrew Florent     | Andrew Florent     | 6             | 3              | 7              |   |   |              |                |                |              |              |  |
|  | Benjamin Osterbrink | Benjamin Osterbrink | 3                  | 6           | 1           |  |  |                    |                    |               |                |                |   |   |              | Andrew Florent | Andrew Florent | 4            | 1            |  |
|  | Michael Joyce       | Michael Joyce       | Michael Joyce      | 7           | 6           |  |  |                    |                    | 8             | Raemon Sluiter | Raemon Sluiter | 6 | 6 |              |                |                |              |              |  |
|  | Jim Grabb           | Jim Grabb           | Jim Grabb          | 6           | 3           |  |  |                    | Michael Joyce      | 3             | 6              | 3              |   |   |              |                |                |              |              |  |
|  | 8                   | Raemon Sluiter      | Raemon Sluiter     | 6           | 6           |  |  | 8                  | Raemon Sluiter     | 6             | 1              | 6              |   |   |              |                |                |              |              |  |
|  |                     | Denis Golovanov     | Denis Golovanov    | 2           | 2           |  |  |                    |                    |               |                |                |   |   |              |                |                |              |              |  |

### Sezione 2
|  | Primo turno    | Primo turno     | Primo turno     | Primo turno | Primo turno |  |  | Secondo turno | Secondo turno   | Secondo turno   | Secondo turno  | Secondo turno  |   |   | Ultimo turno | Ultimo turno    | Ultimo turno    | Ultimo turno | Ultimo turno |  |
|  |                |                 |                 |             |             |  |  |               |                 |                 |                |                |   |   |              |                 |                 |              |              |  |
|  | 2              | Christian Vinck | Christian Vinck | 6           | 6           |  |  |               |                 |                 |                |                |   |   |              |                 |                 |              |              |  |
|  |                | Mikael Stadling | Mikael Stadling | 4           | 4           |  |  | 2             | Christian Vinck | Christian Vinck | 6              | 6              |   |   |              |                 |                 |              |              |  |
|  | Sander Groen   | Sander Groen    | Sander Groen    | 6           | 7           |  |  |               | Sander Groen    | Sander Groen    | 4              | 4              |   |   |              |                 |                 |              |              |  |
|  | Alex Bose      | Alex Bose       | Alex Bose       | 4           | 5           |  |  |               |                 |                 |                |                |   |   | 2            | Christian Vinck | Christian Vinck | 6            | 7            |  |
|  | Andres Zingman | Andres Zingman  | Andres Zingman  | 6           | 6           |  |  |               |                 |                 | Andres Zingman | Andres Zingman | 1 | 5 |              |                 |                 |              |              |  |
|  | Jens Wöhrmann  | Jens Wöhrmann   | Jens Wöhrmann   | 4           | 4           |  |  |               | Andres Zingman  | 4               | 7              | 7              |   |   |              |                 |                 |              |              |  |
|  | 7              | Karsten Braasch | 1               | 6           | 7           |  |  | 7             | Karsten Braasch | 6               | 6              | 5              |   |   |              |                 |                 |              |              |  |
|  |                | Jan Boruszewski | 6               | 3           | 6           |  |  |               |                 |                 |                |                |   |   |              |                 |                 |              |              |  |

### Sezione 3
|  | Primo turno    | Primo turno      | Primo turno      | Primo turno | Primo turno |  |  | Secondo turno | Secondo turno  | Secondo turno  | Secondo turno | Secondo turno |   |   | Ultimo turno | Ultimo turno  | Ultimo turno  | Ultimo turno | Ultimo turno |  |
|  |                |                  |                  |             |             |  |  |               |                |                |               |               |   |   |              |               |               |              |              |  |
|  | 3              | Alex Rădulescu   | Alex Rădulescu   | 6           | 6           |  |  |               |                |                |               |               |   |   |              |               |               |              |              |  |
|  |                | Davor Grgic      | Davor Grgic      | 2           | 4           |  |  | 3             | Alex Rădulescu | Alex Rădulescu | 6             | 2             |   |   |              |               |               |              |              |  |
|  | Fredrik Bergh  | Fredrik Bergh    | Fredrik Bergh    | 6           | 6           |  |  |               | Fredrik Bergh  | Fredrik Bergh  | 7             | 6             |   |   |              |               |               |              |              |  |
|  | Remus Farcas   | Remus Farcas     | Remus Farcas     | 0           | 2           |  |  |               |                |                |               |               |   |   |              | Fredrik Bergh | Fredrik Bergh | 6            | 6            |  |
|  | Paul Maggs     | Paul Maggs       | Paul Maggs       | 6           | 6           |  |  |               |                | 5              | Gabriel Trifu | Gabriel Trifu | 7 | 7 |              |               |               |              |              |  |
|  | Andrew Painter | Andrew Painter   | Andrew Painter   | 4           | 3           |  |  |               | Paul Maggs     | Paul Maggs     | 1             | 4             |   |   |              |               |               |              |              |  |
|  | 5              | Gabriel Trifu    | Gabriel Trifu    | 7           | 6           |  |  | 5             | Gabriel Trifu  | Gabriel Trifu  | 6             | 6             |   |   |              |               |               |              |              |  |
|  |                | James Greenhalgh | James Greenhalgh | 6           | 2           |  |  |               |                |                |               |               |   |   |              |               |               |              |              |  |

### Sezione 4
|  | Primo turno        | Primo turno        | Primo turno     | Primo turno | Primo turno |  |  | Secondo turno | Secondo turno    | Secondo turno    | Secondo turno | Secondo turno |   |   | Ultimo turno | Ultimo turno     | Ultimo turno | Ultimo turno | Ultimo turno |  |
|  |                    |                    |                 |             |             |  |  |               |                  |                  |               |               |   |   |              |                  |              |              |              |  |
|  | 4                  | Andrej Stoljarov   | 7               | 1           | 6           |  |  |               |                  |                  |               |               |   |   |              |                  |              |              |              |  |
|  |                    | Marcus Hilpert     | 6               | 6           | 3           |  |  | 4             | Andrej Stoljarov | Andrej Stoljarov | 6             | 6             |   |   |              |                  |              |              |              |  |
|  | Tobias Huning      | Tobias Huning      | 6               | 6           | 6           |  |  |               | Tobias Huning    | Tobias Huning    | 3             | 2             |   |   |              |                  |              |              |              |  |
|  | Ulrich Tippenhauer | Ulrich Tippenhauer | 7               | 4           | 2           |  |  |               |                  |                  |               |               |   |   | 4            | Andrej Stoljarov | 6            | 2            | 6            |  |
|  | Grant Silcock      | Grant Silcock      | Grant Silcock   | 7           | 6           |  |  |               |                  |                  | Franz Stauder | 3             | 6 | 7 |              |                  |              |              |              |  |
|  | Rodrigo Ribeiro    | Rodrigo Ribeiro    | Rodrigo Ribeiro | 6           | 2           |  |  | Grant Silcock | Grant Silcock    | Grant Silcock    | 0             | 2             |   |   |              |                  |              |              |              |  |
|  |                    | Franz Stauder      | 3               | 7           | 6           |  |  | Franz Stauder | Franz Stauder    | Franz Stauder    | 6             | 6             |   |   |              |                  |              |              |              |  |
|  | 6                  | Fernon Wibier      | 6               | 6           | 2           |  |  |               |                  |                  |               |               |   |   |              |                  |              |              |              |  |